# Conseil suprême de guerre (Première Guerre mondiale)
Pour les articles homonymes, voir Conseil suprême de guerre.
 (avril 2023).
Motif : Manque de la précision nécessaire, est proche d’un brouillon
Le Conseil suprême de guerre (ou Grand Quartier général des armées alliées) était une autorité rassemblant les Alliés à partir de 1917 pendant la Première Guerre mondiale.
Il s’installa à Versailles dans le but de discuter des conditions d’un futur armistice et des décisions à prendre après le traité de paix.
Il poursuivit son activité jusqu’en 1920, année où il fut dissous.

## Création
Après les défaites franco-britanniques dans la Somme et à la bataille de Passchendaele, suivies de celle des Italiens à Caporetto, le Premier ministre britannique Lloyd George, remettant en cause la stratégie de William Robertson : le chief of the Imperial General Staff et Douglas Haig, le commandant en chef des Corps expéditionnaire britannique, proposa la formation d’un Conseil suprême de guerre lors des conférences de Rapallo et Peschiera (it) du 5 au 8 novembre 1917.
Le Japon et la Russie n’étaient pas parties au Conseil suprême de guerre.

## Représentants militaires permanents
Chaque nation choisit un officier expérimenté comme représentant militaire permanent. La France nomma Ferdinand Foch, ensuite remplacé par Maxime Weygand et Joseph Joffre. Le représentant britannique fut Henry Hughes Wilson, et celui de l'Italie, Luigi Cadorna.
Les États-Unis, étant « associés » aux Alliés, n’y était pas impliqué sur le plan politique, cependant ils envoyèrent un représentant militaire permanent, Tasker H. Bliss.
Le field marshal britannique Henry Hughes Wilson et ses commandants rédigèrent de nombreux projets lors de l’offensive au Moyen-Orient aboutissant à la « Joint Note 12 ».
Lors de la réunion du Conseil suprême de guerre du 30 janvier au 1er février 1918, Maurice Hankey enregistra que les commandants en chef et les chefs d'état-major « donnant tous des conseils différents [ont créé] un tel état de chaos que je n’ai jamais connu de toute de existence ». George Lloyd, ayant pour principal but de contrecarrer Robertson, bloqua une suggestion de Foch, celui-ci proposant que les réserves alliées soient supervisées par les chefs d'état-major américains. Il fut finalement convenu que Foch commandât les réserves alliées, avec comme adjoint Wilson.
La réserve alliée fut finalement retirée de l’agenda des commandants en chef, Haig et Pétain refusant d’y ajouter des troupes supplémentaires.
En début 1918, Wilson remplaça Robertson au poste de chef d’état-major général de l’Empire britannique, Foch devient généralissime des alliés en mars 1918. Après avril 1918, toutes les troupes alliées du front Ouest sont placées sous le commandement du Grand Quartier général des armées, un conseil général multinational mis en place par le Conseil suprême de Guerre. Le Grand Quartier Général, commandé par Foch, dirigeait en même temps toutes les troupes alliées.

## Réunions

### Du 14 au 16 janvier 1920 à Paris
Cette rencontre a eu lieu quatre jours après la ratification du traité de Versailles. George Lloyd proposa de finir le blocus de la République socialiste fédérative soviétique de Russie.

### Du 6 au 16 juillet 1920 à Spa, en Belgique

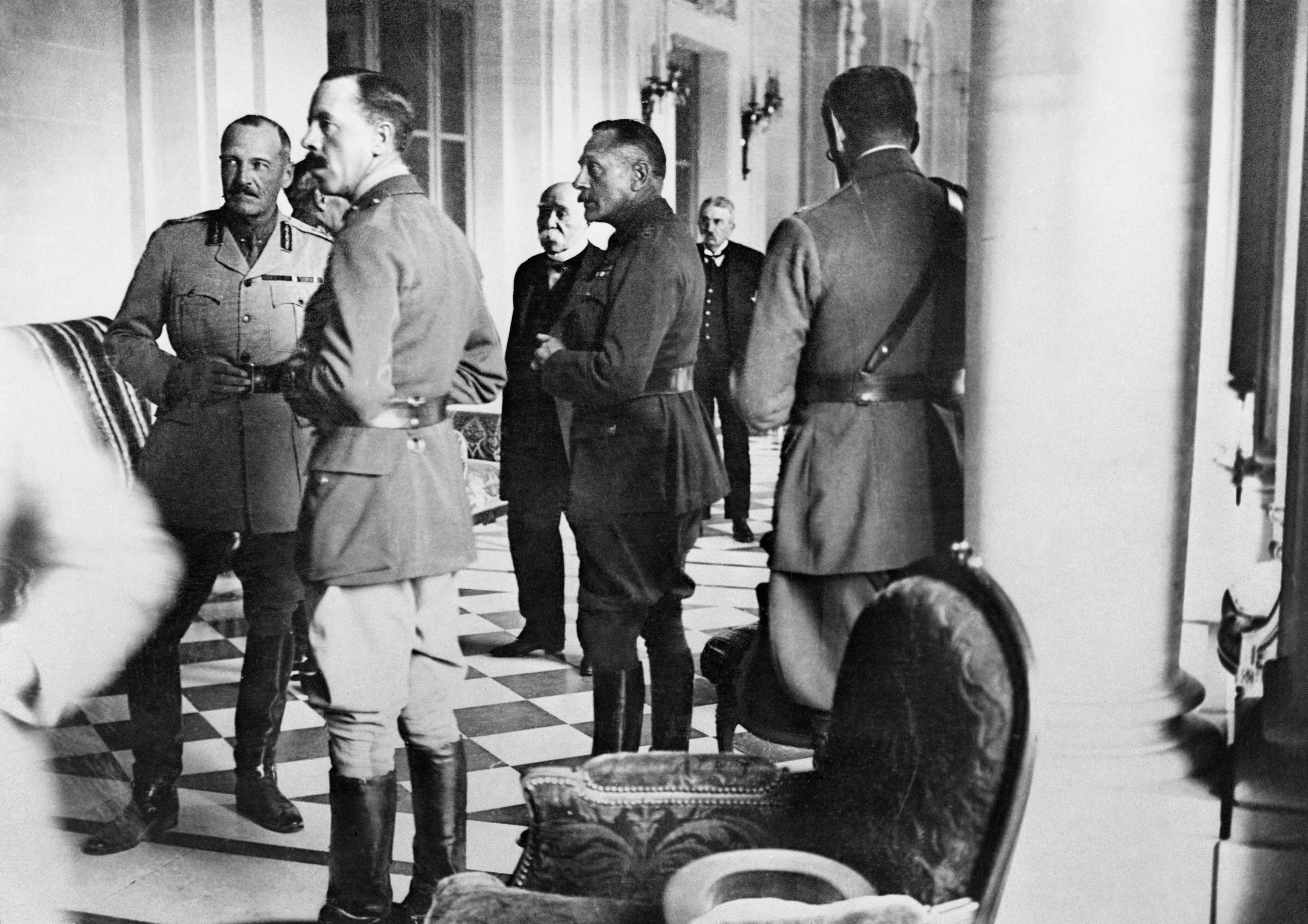
The Supreme War Council, 1917-1920, Le maréchal britannique Douglas Haig, le premier ministre français Georges Clemenceau ainsi que le ministre des Affaires étrangères français Stéphen Pichon à la conférence Inter-Alliés à Versailles dans le hall avant la séance.

Des représentants allemands y étaient présents pour discuter des indemnités de guerre. Documents liés :
- « Les accords entre les Alliés pour certaines questions en rapport au Traité de paix et des accords supplémentaires avec l’Allemagne, l’Autriche, la Hongrie et la Bulgarie[5] » ;
- « Protocoles d’accord de la conférence de Spa le 16 juillet 1920[6] » ;
- « Accord inter-Alliés au sujet de l’avancée du gouvernement allemand en lien avec le protocole du 16 juillet par rapport aux livraisons de charbon[7] ».